# Hlučín (nádraží)
Hlučín (původně německy Hultschin) je dopravna D3 (do 5. prosince 2000 železniční stanice) v severní části města Hlučín v okrese Opava v Moravskoslezském kraji poblíž potoka Jasénka. Leží na neelektrizované jednokolejné trati Opava východ – Hlučín.

## Historie
Odbočnou trať vedoucí do Hlučína z Kravař otevřela dne 28. října 1913 Královská pruská železniční správa (KPEV). Kravaře byly pro napojení Hlučína zvoleny proto, že tudy od roku 1895 procházela trať společnosti Císařsko-královské státní dráhy (kkStB) spojující Opavu s pruským městem Ratibor (v 50. letech 20. století byly přeshraniční koleje vytrhány). Nově postavené nádraží v Hlučíně zde vzniklo jako stanice dle typizovaného stavebního vzoru. Roku 1914 byla zahájena stavba pokračování trati z Hlučína do Annabergu, která však byla za první světové války zastavena. Po válce připadlo Hlučínsko Československu a roku 1921 převzaly trať Československé státní dráhy (ČSD), přičemž roku 1925 bylo dokončeno prodloužení trati do Petřkovic (do pruského Annabergu již trať dostavěna nebyla). Úsek Hlučín–Petřkovice byl roku 1950 přestavěn na tramvajovou trať připojenou na ostravskou síť.

## Popis
Nacházejí se zde dvě úrovňová nástupiště, k příchodu k vlakům slouží přechody přes koleje.[zdroj?]